# Ambroise Thomas
Charles Louis Ambroise Thomas (n. 5 august 1811, Metz - d. 12 februarie 1896, Paris), compozitor francez.
Cea mai remarcabilă operă compusă de Ambroise Thomas este Mignon (premieră la Paris, pe 17 noiembrie 1866), după un libret de Jules Barbier și Michel Carré, având ca sursă de inspirație lucrarea Wilhelm Meisters Lehrjahre ("Anii de ucenicie ai lui Wilhelm Meister") de Johann Wolfgang von Goethe. Opera este centrată în jurul personajului feminin cu același nume, dintr-o lucrare a lui Goudon. Opera Mignon are o arhitectură clasică: uvertura, acte cu numere închise (dar bine conturate psihologic) și o evidentă alură melodramatică.

## Creații
- La double Échelle, 1837 (libret de Eugène de Planard)
- Le Perruquier de la Régence, 1838 (libret de Eugène de Planard și Paul Dupont)
- Le panier fleuri, 1839 (libret de Adolphe de Leuven și Léon-Lévy Brunswick)
- Carline, 1840
- Le compte de Carmagnola, 1841 (libret de Eugène Scribe)
- Le guerillero, 1842
- Angèlique et Mèdor, 1843
- Minna ou Le mènage à trois, 1843
- Le Caïd, 1849 (libret de Thomas Sauvage)
- Un Songe d'une nuit d'été, 1850
- Raymond ou Le secret de la Reine, 1851
- La Tonelli, 1853
- La Cour de Célimène, 1855 (libret de Rosier)
- Psyché, 1857
- Le Carnaval de Venise, 1857
- Le roman d'Elvire, 1860
- Mignon, 1866 (libret de Jules Barbier și Michel Carré)
- Hamlet, 1868 (libret de Jules Barbier și Michel Carré)
- Gille et Gillotin, 1874
- Françoise de Rimini, 1882